# Scruggs picking
Scruggs picking, også kaldet trefinger picking, er en spilleteknik på den femstrengede banjo med Earl Scruggs som foregangsmand, hvor der spilles enkeltstrenge i hurtigt tempo med tre fingre. Er et af de karakteristiske træk ved bluegrass.

## Betydelige musikere
- Eddie Adcock
- J.P. Crowe
- Earl Scruggs
- Ralph Stanley
- Tony Triscka